# Halothamnus lancifolius
Halothamnus lancifolius ist eine Pflanzenart der Gattung Halothamnus aus der Familie der Fuchsschwanzgewächse (Amaranthaceae).

## Merkmale
Halothamnus lancifolius ist ein bis 45 cm hoher Halbstrauch mit blaugrünen, hell gestreiften Zweigen. Die flachen und etwas fleischigen Blätter sind lanzettlich-dreieckig oder linealisch-dreieckig, bis 43 mm lang und 1,9–4,5 mm breit und laufen 1–5 mm am Stängel herab. Die Tragblätter sind flach und lanzettlich, ebenso die Vorblätter, welche schräg abstehen und nur an der Basis hautrandig sind. Die Blüten sind 3,8–4,8 mm lang mit lanzettlich-eiförmigen Tepalen, die Narben sind an der Spitze abgerundet. Die geflügelte Frucht erreicht 9–14 mm Durchmesser, ihre Flügel setzen unterhalb der Mitte an. Die Tepalenzipfel neigen steil konisch zusammen. Der Fruchttubus ist zylindrisch und weist an der Basis tiefe, komma- oder strichförmige Gruben auf.

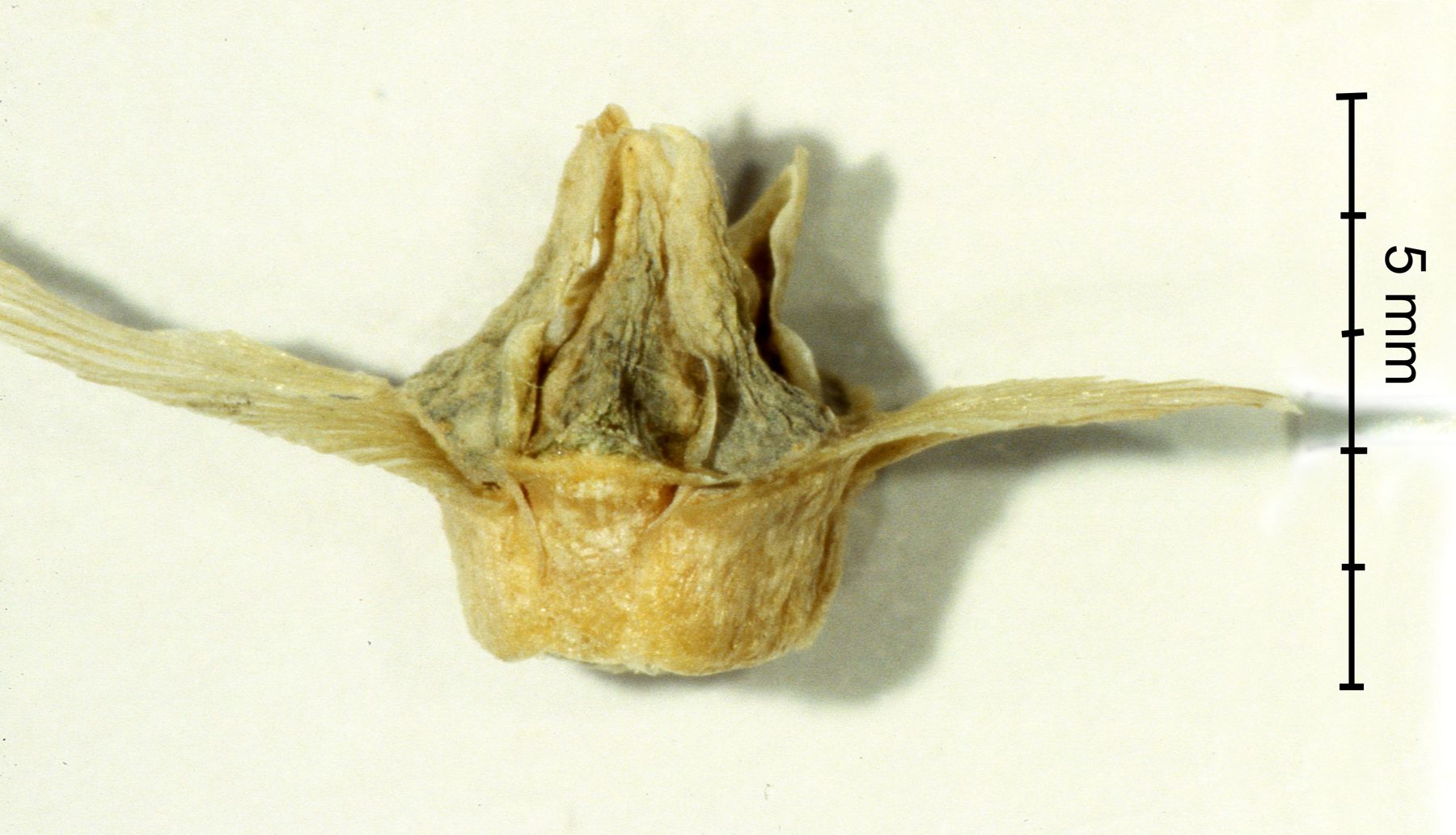
Frucht, Seitenansicht
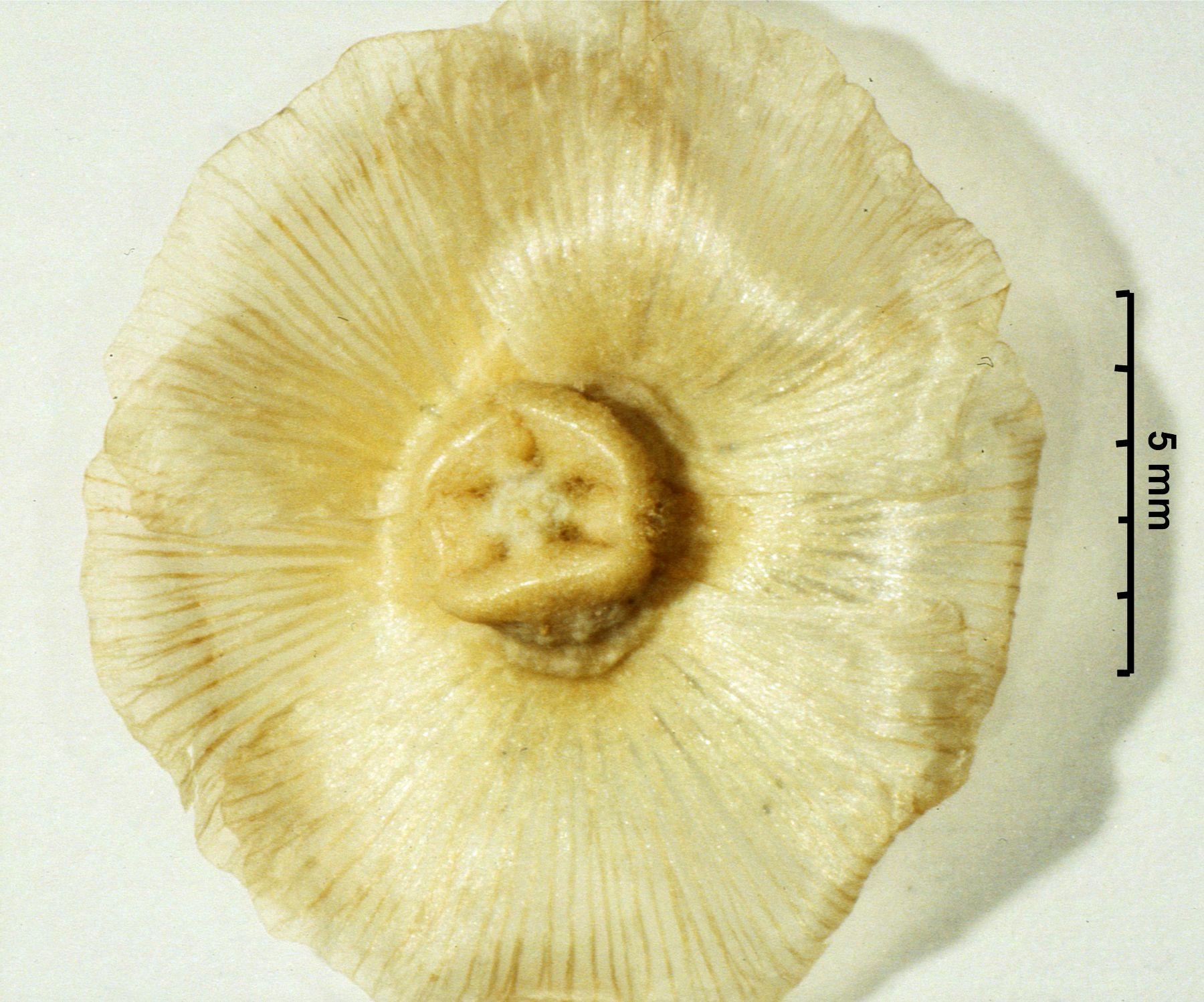
Frucht, Unterseite

## Vorkommen
Das Verbreitungsgebiet von Halothamnus lancifolius umfasst Syrien, Israel und Palästina, Jordanien, den westlichen Irak, Ägypten (Sinai) und das nordwestliche Saudi-Arabien. Er wächst auf steinigen, oft salzreichen Böden von minus 400 bis 1500 m Meereshöhe.

## Systematik
Die Erstbeschreibung der Art erfolgte 1853 durch Pierre Edmond Boissier als Caroxylon lancifolium. 1993 stellte Gabriele Kothe-Heinrich sie auf Artrang in die Gattung Halothamnus.
Synonyme für Halothamnus lancifolius (Boiss.) Kothe-Heinr. sind Caroxylon lancifolium Boiss., Salsola lancifolia (Boiss.) Boiss., Aellenia lancifolia (Boiss.) Ulbr., Aellenia glauca (Bieb.) Aellen ssp. lancifolia (Boiss.) Aellen und Aellenia lancifolia (Boiss.) Aellen, nom.inval.
hebräisch: אֵלֶנְיָה אִזְמֵלָנִית